# 比安卡峰
46°34′22.9″N 8°51′46.9″E / 46.573028°N 8.863028°E
比安卡峰（Cima della Bianca），是瑞士的山峰，位於該國東南部，由提契諾州和格勞賓登州負責管轄，屬於勒蓬廷阿爾卑斯山脈的一部分，海拔高度2,893米，每年平均降雨量2,385毫米。

## 外部連結
- Cima della Bianca on Hikr （页面存档备份，存于）